# Bur Nitedeut
Bur Nitedeut är ett berg i Indonesien.   Det ligger i provinsen Aceh, i den västra delen av landet, 1 700 km nordväst om huvudstaden Jakarta. Toppen på Bur Nitedeut är 1 561 meter över havet.
Terrängen runt Bur Nitedeut är huvudsakligen lite bergig.Runt Bur Nitedeut är det ganska tätbefolkat, med 172 invånare per kvadratkilometer. I omgivningarna runt Bur Nitedeut växer i huvudsak städsegrön lövskog.